# Молодых, Нина Тимофеевна
Нина Тимофеевна Молодых (1950, Ленинград) — советская и российская художница, архитектор. Основное направление — графика, реализм. Занималась также прикладным искусством — роспись фаянса, дизайн открыток.

## Краткие биографические сведения
Н. Т. Молодых окончила с отличием ленинградскую художественную школу и архитектурный факультет Академии художеств им. Репина, член молодежной секции при ЛОСА, под руководством Н. М. Захарьиной.
Работала в ЛенЗНИИЭПе в должности архитектора в мастерской № 6 под руководством А. Ш. Тевьяна над генеральным планом г. Надыма и проектированием административных зданий. Работала в ЛенНИИпроекте, в должности старшего архитектора. Член Ленинградского Союза архитекторов СССР (ЛОСА).
Была замужем за Александром Семёновичем Молодых, братом известного художника Станислава Молодых.
С 2005 года живёт в Москве, есть сын.

### Творчество
Основная область деятельности — архитектура и графика. Также занималась декоративно-прикладным искусством — работала в мастерской «Асташевская майолика», где расписывала фаянсовые изделия, а также в издательстве Вест-Конверт дизайнером почтовых открыток.
Во время учёбы сделала четыре графические серии, посвящённые Смольному монастырю, Петропавловской крепости, Александро-Невской лавре и Царскому селу.
Автор реконструкции Автопарка № 3 на Кременчугской улице в г. Ленинграде, участвовала в проекте ПТУ КМОЛЗ в Кронштадте, была автором ремонтно-производственной базы СМУ Водоконалстрой в производственной зоне Обухово.
Автор графических работ:
- серии портретов и пейзажей во время поездки в АНДР (Алжир) в городах Тлемсен, Магния, Бени-Саф;
- серия работ БАМ[3];
- цикл графических работ о столичных храмах;
- архитектура Санкт-Петербурга и Ленинградской области;
- сельские пейзажи и натюрморты.

Принимала участие во многих выставках в Москве, Санкт-Петербурге и Алжире, в том числе в Московском международном художественном салоне Центрального дома художника и Союзе Московских Архитекторов. Работы высоко оценило жюри конкурса архитектурного рисунка «АрхиГрафика». Также организовывались персональные выставки.
Автор рисунков книги «Возрожденная красота. Москва — Рогожское».
Произведения хранятся в собраниях частных коллекционеров России, Франции, Алжира и Канады.